# Wolfgang Kapp
Wolfgang Kapp (24. juli 1858 – 12. juni 1922) var en prøjsisk embedsmand og politiker. Han var en glødende nationalist og den formelle leder af det højrenationalistiske Kappkup i marts 1920, der forsøgte at omstyrte den tyske regering.

## Opvækst og uddannelse
Kapp blev født i New York City, hvortil faderen Friedrich Kapp, politisk aktivist og senere rigsdagsmedlem for det Nationalliberale Parti, var flygtet efter sin deltagelse i revolutionerne i 1848. I 1871 vendte familien tilbage til Tyskland, og Wolfgang Kapps skolegang fortsatte i Berlin ved Friedrich-Wilhelm-Gymnasium. Wolfgang Kapp giftede sig med Margarete Rosenow in 1884. Gennem hustruens familie stiftede Kapp bekendtskab med politisk konservative kredse.
I 1886 afsluttede han jurastudier ved Universitetet i Tübingen. Efter sin embedseksamen fik han en stilling i det prøjsiske finansministerium.

## Politisk aktivist
Efter en almindelig embedsmandskarriere, blev Kapp i 1907 direktør i for det finansieringsselskabet Ostpreußische Generallandschaftsdirektion i Königsberg. I 1912 blev han også indvalgt i bestyrelsen for Deutsche Bank.
Under første verdenskrig gjorde Kapp sig bemærket som fortaler for en udvidet tysk krigsindsats. Han forlangte blandt andet omfattende annektering af Ententens landområder og omfattende erstatninger fra Ententen. Især det besatte Belgien skulle anvendes til etablering af tyske flådebaser i Flandern og han anså en ihærdig krigsindsats mod særlig England for afgørende. Som stærk tilhænger af den uindskrænkede ubådskrig mod Storbritannien kom Kapp i konflikt med Kansler Bethmann Hollweg, der var betænkelig ved at ubådskrigen kunne tvinge USA ind i krigen. Kapp kritiserede skarpt i et pasquinade (anonymt smædeskrift) regeringen og kansleren,
hvilket efterfølgende fik Bethmann Hollweg til i Reichstag at kalde Kapp en "politisk pirat" - hvilken Kapp anså som en fornærmelse og førte til en udfordring til duel.
Som en reaktion på Rigsdagens vedtagelse den 19. juli 1917 af den såkaldte Fredsresolution, hvori Rigsdagen opfordrede til fredsslutning, stiftede Kapp sammen med bl.a. Alfred von Tirpitz (minister for flåden) i slutningen af 1917 det politiske parti Deutsche Vaterlandspartei (DVLP), hvor han kortvarigt var formand.
Han kom i Rigsdagen i februar 1918, hvor han sad indtil rigsdagens opløsning ved Tysklands nederlag i november 1918. Kapp anså nederlaget for en national skændsel og var en stærk fortaler for dolkestødslegenden, ligesom har var kraftigt imod Tysklands accept af Versaillestraktatens vilkår.
Sammen med en række prominente højreorienterede personer, bl.a. General Ludendorff og Waldemar Pabst, stiftede han i august 1919 tænketanken Nationale Vereinigung (National Forening), der argumenterede for en en mod-revolution for indsættelse af en konservativ militærregering. Ved opløsningen af DVLP omkring gik Kapp omkring 1918/1919 i stedet til Deutschnationale Volkspartei.

## Kappkuppet
I marts 1920 blev Hermann Ehrhardt, lederen af frikorpset Marinebrigade Ehrhardt, bemyndiget af general Walther von Lüttwitz (kommandør af Reichswehr kommandogruppe I) til med sin brigade at indtage Berlin og til at styrte den tyske regering, der var blevet demokratisk valgt under Weimarforfatningen. Den socialdemokratiske regering måtte flygte, først til Dresden og senere til Stuttgart.
Kapp, der havde mødt von Lüttwitz den 8. marts 1920, blev af Lüttwitz udpeget til at være den formelle leder af kuppet og til påtage sig embedet som Rigskansler i den nye regering. Efter oprørshæren havde indtaget Berlin, lod Kapp den 13. marts 1920 udråbe en ny regering med sig selv som Rigskansler. På trods af, at den tyske regeringshær forholdt sig passivt, og på trods af, at flere centrale aktører forholdt sig passivt, opnåede Kapp og de øvrige kupmagere dog ikke den støtte, som de hade håbet på. En stor del af de lavere rangerende embedsmænd afviste kupmagernes autoritet og fagforeningerne og offentligheden var imod kupmagerne. Efter at fagforeningerne efter få dage arrangerede en generalstrejke, der lammede Tyskland, måtte Kapp og von Lüttwitz opgive kuppet og allerede den 18. marts 1920.
Efter det fejlslagne kup flygtede Kapp til Sverige. Efter to år i eksil vendte Kapp tilbage til Tyskland, hvor han ønskede at blive renset. Han døde af cancer, mens han var tilbageholdt i Leipzig.